# Ентоні Фавлер
Ентоні Фавлер (англ. Anthony Fowler; 10 березня 1991, Ліверпуль) — британський професійний боксер, призер чемпіонату світу серед аматорів.

## Аматорська кар'єра
Ентоні Фавлер займався боксом з десяти років.
На чемпіонаті Європи 2013 програв в другому бою Стефану Гертелю (Німеччина).
На чемпіонаті світу 2013 Ентоні Фавлер завоював бронзову медаль. Він переміг Віктора Коробчевського з Молдови, Абдельмалека Раху з Алжиру, Дмитра Митрофанова з України і Стефана Гертеля (Німеччина) у чвертьфіналі. На півфінальний бій не вийшов через травму руки.
На Іграх Співдружності 2014 переміг у фіналі Віджендера Сінґха (Індія) і завоював золоту медаль.
2015 року входив до складу британської команди «Британські Леви» (англ. Lionhearts), що виступала в боксерській лізі World Series Boxing (WSB).
У квітні 2016 року на європейському олімпійському кваліфікаційному турнірі в Самсуні завоював право на виступ на Олімпійських іграх 2016. На Олімпіаді він програв в першому бою Жанібеку Алімханули (Казахстан).

## Професіональна кар'єра
Після Олімпіади Ентоні Фавлер перейшов до професійного боксу. 30 березня 2019 року в бою за вакантний титул інтернаціонального чемпіона за версією WBA в першій середній вазі зазнав першої поразки розділеним рішенням від іншого непереможного британця Скотта Фітцджеральда.
В наступному бою 2 серпня 2019 року завоював вакантний титул інтерконтинентального чемпіона за версією WBO в середній вазі. 23 листопада 2019 року завоював вакантний титул інтернаціонального чемпіона за версією WBA в першій середній вазі. 9 жовтня 2021 року, зазнавши від співвітчизника Ліама Сміта нокаутом у восьмому раунді другої поразки, втратив титул інтернаціонального чемпіона WBA.